# Thomas Sørensen
Pour les articles homonymes, voir Sørensen.
Thomas Løvendahl Sørensen, né le 12 juin 1976 à Fredericia, est un ancien footballeur international danois évoluant au poste de gardien de but.

## Biographie

### En club
Le 20 décembre 2011, il signe un nouveau contrat à Stoke City pour une durée de 2 ans et demi.
Après sept saisons en faveur de Stoke, Sørensen quitte le club le 25 mai 2015 Sørensen a décidé de marquer la fin de sa carrière par un voyage de 6 500 kilomètres à vélo à travers les États-Unis afin de lever des fonds pour des associations caritatives danoises,.

### En sélection
Thomas Sørensen commença sa carrière internationale le 17 novembre 1999 lors d'un match contre l'Israël comptant pour les éliminatoires de l'Euro 2000 soldé par une victoire 3-0. 
Il disputa sa première compétition lors de l'Euro 2000 où les danois sortiront en phases de poules. Deux ans plus tard, il est sélectionné par Morten Olsen pour participer à la Coupe du monde 2002 au Japon et en Corée du Sud. Le Danemark sortira en huitièmes de finales en s'inclinant contre l'Angleterre de Michael Owen sur le score de 3-0. Il enchaîna lors de l'Euro 2004 où les Vikings s'arrêteront en quarts-de-finale, défaits par la Tchéquie 3-0. 
Thomas Sørensen jouera sa dernière compétition avec le Danemark lors de la Coupe du monde 2010 en Afrique du Sud. Les danois sortiront dès la phase de poules. 
Il a été le gardien titulaire de l'équipe du Danemark de football de la retraite internationale de l'icônique Peter Schmeichel, en 2001, à l'avènement du fils de ce dernier, Kasper Schmeichel, en 2012. Sa première sélection en équipe nationale a eu lieu le 17 novembre 1999. 

## Carrière
| Saison    | Club                  | Pays       |
| --------- | --------------------- | ---------- |
| 1994-1996 | OB Odense (formation) | Danemark   |
| 1996      | Vejle BK (prêt)       | Danemark   |
| 1997-1998 | Svendborg fB (prêt)   | Danemark   |
| 1998-2003 | Sunderland            | Angleterre |
| 2003-2008 | Aston Villa           | Angleterre |
| 2008-     | Stoke City            | Angleterre |

## Palmarès
- 101 sélections en équipe du Danemark
- Champion d'Angleterre de D2 en 1999 avec Sunderland

### Distinctions personnelles
- Membre de l'équipe type de A-League en 2015-16.